# Montejo de Arévalo
Montejo de Arévalo település Spanyolországban, Segovia tartományban. Montejo de Arévalo Donhierro, Palacios de Goda, San Pablo de la Moraleja, Ataquines, Puras, Santiuste de San Juan Bautista, Tolocirio és San Cristóbal de la Vega községekkel határos. Lakosainak száma 161 fő (2024).

## Népesség
A település népessége az elmúlt években az alábbi módon változott:
| Lakosok száma | 277  | 262  | 256  | 234  | 215  | 205  | 191  | 177  | 171  | 161  |
|               | 2001 | 2004 | 2007 | 2009 | 2012 | 2014 | 2017 | 2019 | 2022 | 2024 |